# كلية الثالوث (دبلن)

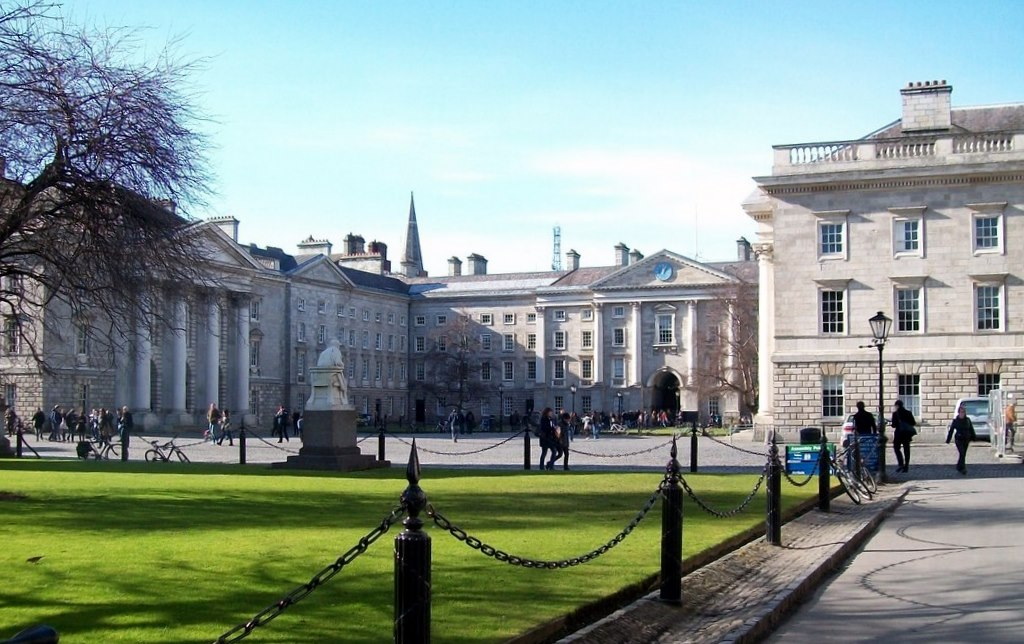
ساحة البرلمان بكلية الثالوث

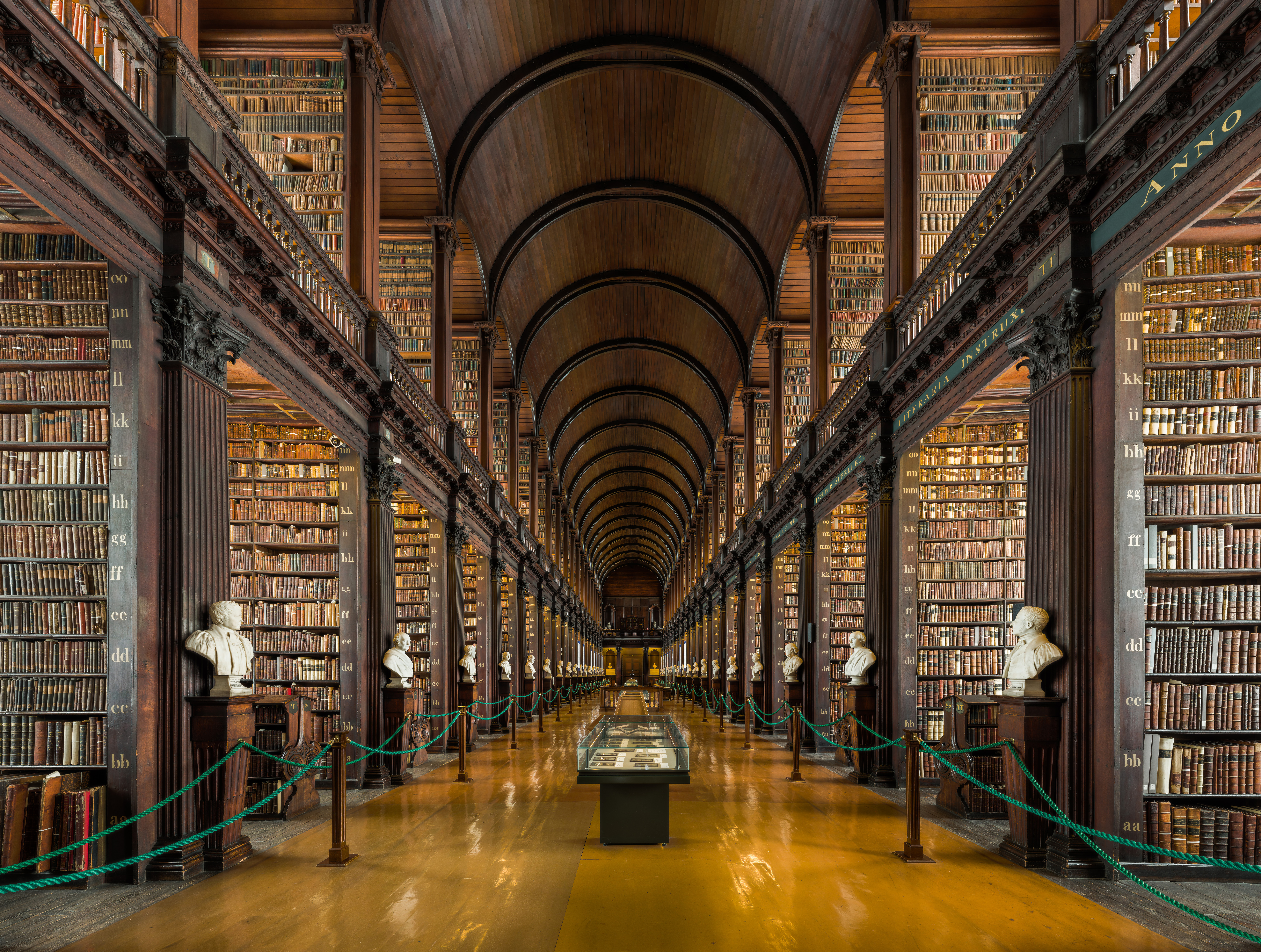
رواق داخل

كلية الثالوث في دبلن (بالأيرلندية: Coláiste na Tríonóide) هي الكلية الوحيدة المشكلة لجامعة دبلن. تأسست سنة 1592م لتكون الكلية الأم للجامعة، إلا أنها تظل الكلية الوحيدة إلى اليوم، لذا فذكرها مترادف في الاستخدام العام مع ذكر جامعة دبلن. وتعد من الجامعات العتيقة السبع في بريطانيا وأيرلندا، وأقدم جامعات أيرلندا.

## أساتذة بارزون
- دانيال جون كاننغهام: كان رئيسًا لقسم التشريح بالكلية بين عامي 1883 و1903.[6][7]